# Осначі (село)
Осначі́ — село, Пригарівська сільська рада, Козельщинський район, Полтавська область, Україна.
Населення за даними 1982 року становило 10 осіб.
Село ліквідовано в ? році.

## Географія
Село Осначі розташоване за 2 км від сіл Булахи та Бутоярівка.

## Історія
- ? — село ліквідовано.